# Западна Европа
Западна Европа је географска регија која обухвата површину од 936.889 km², односно 8,9% површине Европе. На овом простору живи око 146.600.000 становника, што чини 21,2% укупне европске популације. Густина насељености износи 157 становника/km², што је чини најгушће насељеном регијом Европе.

## Физичко-географске одлике
Анализирајући положај западне Европе види се да је она смештена око Северног мора и канала Ламанш.
Све државе осим Луксембурга и Монака излазе на Атлантски океан. Луксембург је једини потпуно континенталан, а Француска излази и на Средоземно море.

### Рељеф
У рељефу доминирају низије са којих се местимично уздижу громадне планине, као што су Централни масив, Ардени, Вогези и планине у Великој Британији и Ирској.

### Обале
Обале су јако разуђене и састављене од стена разне старости што између других фактора утиче на разнолике рељефне облике. На континенталном и острвском делу западне Европе уз морске површине налазе се низије. Низије се на острвском делу регије пружају до Пенинских и Камбријских планина. На континенталном делу низије се простиру до Ардена и Порајнских планина, а у југозападној и западној Француској до подножја Пиринеја и централног масива. Млађе веначне планине Алпи и Јура, попут Пиринеја на југу, чине границу ове регије на истоку.

### Клима
Клима регије је под утицајем Атлантика, а од климе је зависан већи део живота у овом простору.
Количина падавина се смањује према унутрашњости и клима прелази у умерено континенталну, а на Алпима и Пиринејима у планинску. Јужни део Француске има Средоземну климу, с обзиром на то да тај део излази на Средоземно море.
Огранци топле Голфске струје загревају обале западне Европе. Западни ветрови јој доносе довољну количину падавина. Мала температурна колебања, а падавине су распоређене подједнако током године, претежно у облику кише. С тим особинама, клима има карактер благости и уједначености.

### Воде
Речна мрежа је добро развијена, реке су богате водом и уједначеног водостаја током године. 
На подручју громадних планина, посебно Централног масива у Француској, појављују се бројни термоминерални извори и чине хидрографску специфичност регије.
Оријентација речних токова је таква да су они путеви са континената на океан, али и обрнуто са океана на континент. Према Северном мору и каналу од већих река које теку с континента су: Рајна, Шелда, Меза и Сена, према Атлантику су Лоара и Гарона, а са британског острва Темза и Северн. Ове реке теку преко великих низијских подручја и завала као што су: Низоземље, Англо-фламанска завала, Париски, Лондонски и Аквитански басен.

## Друштвено-географске одлике

### Становништво
У овој регији живи око 146.600.000 становника, што чини 21,2% укупног европског становништва.
Највећи број становника је германског или романског порекла.

### Народи
Западну Европу настањују следећи народи.
- 1. Романи - Французи, Валонци, Окситанци
- 2. Германи - Британци, Луксембуржани, Фламанци, Лимбуржани, Холанђани
- 3. Келтски народи - Ирци, Шкоти, Велшани, Бретонци, Корнволци, Манкси
- 4. остали народи - Баски

Природни прираштај је низак, али добар животни стандард доприноси дужем животном веку становништва.
Највиши је ниво градског становништва, у поређењу са осталим регијама Европе.

### Религија
- 1. протестанти - Британци, Шкоти, Велшани, Корнволци, Манкси, делом Холанђани
- 2. католици - Французи, Баски, Ирци, Бретонци, Валонци, Фламанци, Луксембуржани, Лимбуржани, Окситанци, делом Холанђани

## Економско-географске одлике
Западна Европа је дуго векова била регија на „крај света“. Ту је престајао познати свет и почињало је непознато водено пространство. Откриће пута за Америку повукло је за собом развој поморства и трговине, у наредним вековима и све до данас. Она је постала колевка прогреса, а акваторија уз њене обале постала је најпрометнија саобраћајница.
Све је то допринело да се у Западној Европи родила и расла индустријска револуција на чијим су техничким достигнућима учили, једно дуже време, сви народи света.

### Пољопривреда
Пољопривреда је веома развијена, модерна и механизована.
Велики простори су претворени у обрадиве површине, а климатски услови су повољни за узгој различитих биљака.
Најнижи северни део западноевропске низије, на подручју Холандије и Белгије, био је великим делом под морем. Тамо се вршило такозвано одузимање копна од мора. Ограђивањем насипима и исушивањем плитког мора створени су тзв. полдери, плодна и обрадива земљишта.

### Индустрија
Западноевропске земље су међу првима у свету по индустријској развијености. Западна Европа је и сада најразвијенија регија у Европи са привредног становишта, а државе ове регије су међу привредно најразвијенијим у свету.
Иако је рудно богатство велико (нафта, гас, угаљ, руде гвожђа, олова, цинка, уранијума, боксита), недовољно је за степен развијености индустрије, која из тог разлога зависи од увоза сировина.

### Саобраћај
Ова регија има изразито развијен саобраћај.
Велики аеродроми и луке, модерни путеви и пруге, развијена индустрија превозних средстава обележавају све државе регије.
Највећи подухват је изградња тунела испод Ламанша. Тунел испод Ламанша повезује Кале у Француској и Довер у Великој Британији.

#### Тунел испод Ламанша
Владе Француске и Велике Британије, 1986. године, договорили су се да почну са прокопавањем тунела. Он је завршен 1994. године. На њему је радило 15000 радника и коштао је дванаест милијарди долара. Дугачак је 51 km, пружа се 50 m испод морског дна и има три траке.  Возови иду у два правца - један за Енглеску, други за Француску. Ламанш се пређе за 35 минута. Тунелом је први пут, после леденог доба, британско копно спојено с матичним, европским копном.

## Државе
У овој регији се налазе следеће државе: Уједињено Краљевство, Ирска, Француска, Белгија, Холандија и Луксембург. Холандија, Белгија и Луксембург познате су као земље Бенелукса. То су најразвијеније европске земље а многе од њих већ постоје и вековима.